# Euso muehlenbergi
Euso muehlenbergi är en spindelart som först beskrevs av Michael Ilmari Saaristo 1998.  Euso muehlenbergi ingår i släktet Euso och familjen Ochyroceratidae.
Artens utbredningsområde är Seychellerna. Inga underarter finns listade i Catalogue of Life.